# Blæserkvintetten af 1932
Blæserkvintetten af 1932 var et dansk kammerensemble, der blev dannet 1932 og bestod af
- Johan Bentzon, fløjte (senere: Holger Gilbert-Jespersen)
- Waldemar Wolsing, obo
- Poul Allin Erichsen, klarinet
- Wilhelm Lanzky-Otto, horn (senere: Ingbert Michelsen)
- Kjell Roikjer, fagot (senere: Carl Bloch (ikke kunstmaleren))

## Indspilninger
- 1943 Flemming Weis: Serenade uden reelle hensigter
- 1947 Vagn Holmboe: Notturno opus 19
- 1954 Carl Nielsen: Blæserkvintet opus 42